# Zingiber bradleyanum
Zingiber bradleyanum är en enhjärtbladig växtart som beskrevs av William Grant Craib. Zingiber bradleyanum ingår i släktet Zingiber och familjen Zingiberaceae. Inga underarter finns listade i Catalogue of Life.